# Vira Viktorivna Halushka
Vira Viktorivna Halushka (tiếng Ukraina: Віра Вікторівна Галушка; tiếng Nga: Вера Викторовна Галушка, đã Latinh hoá: Vera Viktorovna Galushka; sinh ngày 3 tháng 2 năm 1982), thường được biết đến với nghệ danh Vera Brezhneva (tiếng Nga: Вера Брежнева), là một ca sĩ, người dẫn chương trình truyền hình và diễn viên Ukraina. Trong sự nghiệp của mình, cô đã đạt được thành công trên trường quốc tế tại Đông Âu và các quốc gia Baltic. Cô từng đoạt giải ZD Awards. Năm 2016, cô được trao Giải thưởng Âm nhạc Quốc tế "Big Apple Music Awards" tại hạng mục "Nghệ sĩ Đông Âu xuất sắc nhất", cũng như giải thưởng đặc biệt "Person" tại New York, như một sự ghi nhận đối với các hoạt động từ thiện của cô. Cô từng biểu diễn nhiều lần tại lễ hội âm nhạc Rendezvous ở Jurmala. Cô là Đại sứ thiện chí của Liên Hợp Quốc.

## Đầu đời
Vera Brezhneva sinh ngày 3 tháng 2 năm 1982 tại Dniprodzerzhynsk, CHXHCNXV Ukraina, Liên Xô. Cha cô, Viktor, là công nhân tại một nhà máy hóa chất. Mẹ cô, Tamara, tốt nghiệp trường y, là đồng nghiệp của cha cô. Cô có 3 người chị em ruột; gồm một người chị tên Halyna, và hai người em sinh đôi tên Nastya và Vika. Cô đã mua cho cha mẹ một căn hộ ở Boryspil, một thị trấn gần Kyiv. Cha của Sonia, người con gái lớn nhất của cô, là Vitaliy Voychenko, người từng là chồng cô trong vài năm. Cô tốt nghiệp bằng đào tạo từ xa của khoa Kinh tế học thuộc Viện Kỹ thuật Đường sắt Dnipropetrovsk.

## Sự nghiệp

### 2002–2007: Nu Virgos ("VIA Gra")
Năm 2002, Brezhneva được mời đến một buổi casting được tổ chức để tìm kiến thành viên thay thế cho Alena Vinnitskaya trong ban nhạc Nu Virgos, và cô là người được chọn. Tháng 1 năm 2003, Nu Virgos bắt đầu biểu diễn với đội hình mới; Nadiya, Anna và Vera. Vì đội hình 3 người này đã trở nên quá nổi tiếng nên họ đã được đặt cho biệt danh "The Golden Line Up" (Đội hình Vàng). Tháng 7 năm 2007, Brezhneva quyết định tạm rời khỏi ban nhạc. Tháng 12 năm 2007, ban nhạc đã chính thức thông báo về việc cô rời đi. Tatiana Kotova đã trở thành thành viên mới của ban nhạc thay thế cho cô.

### 2008–2012: Dẫn chương trình truyền hình và trở lại với âm nhạc
Brezhneva là người dẫn chương trình phiên bản tiếng Nga của trò chơi truyền hình Power of 10 với tên Магия 10-ти, được chiếu trên Kênh 1 trong hai mùa từ ngày 7 tháng 1 năm 2008 đến ngày 31 tháng 8 năm 2008. Tháng 5 năm 2008, Brezhneva phát hành đĩa đơn đầu tên với tựa đề "Ya ne igrayu" (Я не играю; I Don't Play). Bài hát do Konstantin Shotayevich Meladze viết lời. Đĩa đơn thứ hai của cô với tựa đề "Nirvana" được phát hành vào ngày 27 tháng 10 năm 2008. Đĩa đơn thứ 3, "Ljubov v bolshom gorode" (Любовь в большом городе; Love in the Big City) được cô phát hành năm 2009. Cô xuất hiện trong video âm nhạc của bài hát "Leto vsegda" (Лето всегда; Summer always) của ban nhạc Diskoteka Avariya, cùng với nữ diễn viên Anastasia Zadorozhnaya & Svetlana Khodchenkova. Đĩa đơn thứ tư của cô với tựa đề "Ljubov spasyot mir" (Любовь спасёт мир; Love will Save the World) được phát hành vào tháng 4 năm 2010, đã đạt được thứ hạng 1 trên bảng xếp hạng Russian Airplay Weekly. Đĩa đơn tiếp theo mang tên "Pronto", hợp tác với Potap được phát hành vào tháng 9 cùng năm. Đĩa đơn thứ 6 của cô, "Lepestkami slyoz" (Лепестками слез; Petal Tears), là sản phẩm hợp tác với Dan Balan. Đầu năm 2011, Brezhneva phát hành đĩa đơn mới "Realnaya zhizn" (Реальная жизнь; Real Life). Cô phát hành thêm đĩa đơn "Sexy Bambina" vào cuối năm. Đầu năm 2012, đĩa đơn "Ishu tebya" (Ищу тебя; Searching for You) được phát hành.

### Điện ảnh
Brezhneva đã xuất hiện trong nhiều bộ phim tiếng Nga. Cô đảm nhiệm vai Katya trong bộ phim Ljubov' v bol'shom gorode (Любовь в большом городе) ra mắt năm 2009, và hai phần tiếp theo của bộ phim năm 2010 và 2013. Năm 2016, cô xuất hiện trong bộ phim 8 Best Dates. Cô cũng thủ vai chính trong các bộ phim khác như Yolki (Ёлки) và Yolki 2, cũng như nhân vật chính trong bộ phim Jungle (Джунгли/Dzhungli) năm 2012. Hầu hết các tác phẩm điện ảnh có sự góp mặt của cô đều là các bộ phim hài lãng mạn.

### Truyền hình
Cô xuất hiện trong mùa thứ hai của cuộc thi biểu diễn trên băng Ice Age của Nga.

## Danh sách đĩa nhạc

### Đĩa đơn
| Năm  | Đĩa đơn                               | Nhan đề tiếng Anh (tạm dịch) | Thứ hạng cao nhất | Thứ hạng cao nhất |
| Năm  | Đĩa đơn                               | Nhan đề tiếng Anh (tạm dịch) | Ukraina           | Nga               |
| ---- | ------------------------------------- | ---------------------------- | ----------------- | ----------------- |
| 2008 | "Я не играю"                          | I don't play                 | —                 | 6                 |
| 2008 | "Нирвана"                             | Nirvana                      | —                 | 80                |
| 2009 | "Любовь в большом городе"             | Love in the big city         | —                 | 19                |
| 2010 | "Любовь спасёт мир"                   | Love will save the world     | 1                 | 1                 |
| 2010 | "Пронто" (với Potap)                  | Pronto                       | —                 | 31                |
| 2010 | "Лепестками слез" (với Dan Balan)     | By the petals of tears       | 1                 | 1                 |
| 2011 | "Реальная жизнь"                      | Real life                    | 1                 | 1                 |
| 2012 | "Sexy Bambina"                        |                              | 1                 | —                 |
| 2012 | "Бессонница"                          | Insomnia                     | 6                 | 20                |
| 2012 | "Ищу тебя"                            | I am looking for you         | 7                 | —                 |
| 2012 | "Любовь на расстоянии" (ft. DJ Smash) | Love from a distance         | 48                | 14                |
| 2013 | "Хороший день"                        | Nice day                     | 2                 | 11                |
| 2013 | "Дом"                                 | Home                         | —                 | —                 |
| 2014 | "Доброе утро"                         | Good morning                 | 1                 | 12                |
| 2014 | "Luna"(ft. Aleksandr Revva)           | Luna                         | 142               | —                 |
| 2014 | "Девочка моя"                         | My girl                      | —                 | —                 |
| 2015 | "Мамочка"                             | Mommy                        | 15                | —                 |
| 2015 | "Этажи"(ft. T-killah)                 | Floors                       | —                 | —                 |
| 2016 | "Номер 1"                             | Number 1                     | 16                | —                 |
| 2016 | "Feel"                                | Feel                         | 854               | —                 |
| 2017 | "Близкие люди"                        | Close people                 | —                 | —                 |

### Album
Album phòng thu
- Lyubov spasyot mir (2010)
- VERVERA (2015)

### EP
- V. (2020)

## Giải thưởng
Vera Brezhneva được trao danh hiệu "Người phụ nữ của năm" của Glamour Russia năm 2010. Trong các năm 2007, 2012, 2015, và 2016, cô được tạp chí dành cho nam giới Maxim vinh danh là người phụ nữ quyến rũ nhất nước Nga.